# 1594 Данжон
1594 Данжо́н (1594 Danjon) — астероїд головного поясу, відкритий 23 листопада 1949 року.
Тіссеранів параметр щодо Юпітера — 3,573.